# Eridolius flavicoxae
Eridolius flavicoxae là một loài tò vò trong họ Ichneumonidae.